# 福岡市立席田小学校
福岡市立席田小学校（ふくおかしりつ むしろだしょうがっこう）は、福岡県福岡市博多区空港前にある公立小学校。2021/04/06時点で児童数は約380人ほど

## 態様
糟屋郡志免町との境界を程近くに擁し、間近に福岡空港を擁する。

## 歴史
- 明治7年（1874年） - 平尾小学校として創立。
- 昭和16年（1941年） - 席田国民学校となる。
- 昭和22年（1947年） - 現校名に改称。

## 交通
最寄の鉄道駅は福岡市地下鉄空港線福岡空港駅。

## 周辺
- 福岡空港警察署

福岡空港内に所在。
- 栄光病院

校舎の北西側に存在。
- 東平尾公園

わずか南方に存在。
- 福岡市立席田中学校

わずか南方に存在。
- 志免町立志免中学校

南西に所在。
- アイルモータースクール博多の森

南西に所在。